# Halloysit
A halloysit (Al2(Si2O5)(OH)4 alumínium-szilikát, a kaolinnal rokon agyagásvány.

## Elnevezése
Az ásványt 1826-ban megtalálójáról, Jean-Baptiste Julien d’Omalius d’Halloy, belga geológusról nevezték el.

## Tulajdonságai
Rendkívül puha, körömmel karcolható. Átlátszatlan, fehéres-földes tömegben jelenik meg. Monoklin kristályai mikroszkopikus méretűek.

## Előfordulása
Bazaltos és alkálimagmás kőzetek átalakulásának terméke, de savanyú magmás kőzetek földpátjainak bomlása során is keletkezhet. Ritkán pegmatitokban és bauxitokban, valamint tengeri eredetű üledékes kőzetekben is megtalálható.

## Lelőhelyei
Magyarországon a Budai-hegységből, a Vértesből (gánti bauxitbánya), valamint a Tokaji-hegységből írták le, a világon számos lelőhelye ismert, többek között Kolumbia területén.

## Felhasználása
A kaolinhoz hasonlóan a kerámia- és a cementipar használja, bár felhasználása nem jelentős.